# 한국포스증권
한국포스증권주식회사는 정부 주도 하에 46개의 자산운용사 및 유관기관이 공동출자한 증권회사로, 한국증권금융의 자회사이다.
2013년 펀드슈퍼마켓이라는 이름으로 시작하여 2019년 '한국포스증권'으로 변경하고, 현재 2,000개가 넘는 펀드 라인업과 S클래스 펀드를 포함한 다양한 서비스를 제공하고 있다.  
2022년 인공지능(AI) 투자 솔루션 업체인 파운트를 2대 주주로 맞았으며, 한국증권금융, 파운트와 디지털금융협력 위원회를 구성해 저렴한 펀드 수수료와 로보어드바이저 자산배분 솔루션 결합이라는 시너지 방안을 창출하고 있다.

## 역사
한국포스증권은 2013년 47개의 자산운용사 및 유관기관이 판매사와 특정 운용사의 영향을 받지 않는 중립적인 펀드 마켓을 세우고자, 정부 주도 하에 '펀드온라인코리아'라는 사명으로 설립되었다. 2014년 '펀드슈퍼마켓'이라는 이름으로 웹서비스를 오픈한 이래 2015년과 2016년 각각 모바일서비스 및 비대면 계좌개설 서비스를 오픈하며 빠른 속도로 서비스를 확장시켰다. 이후 2017년 국내 최초로 온라인 사모펀드를 출시하면서 자문업 플랫폼을 오픈하였고, 2018년 '한국증권금융'을 최대주주로 등재하였다.

2019년 사명을 '한국포스증권'으로 변경하였고 2019 이데일리 금융투자대상과 핀테크 부문 최우수상을 수상하였다. 2020년 개인형 IRP 서비스를 오픈해 개인펀드잔고 1조원을 돌파하였고, 이와 함께 펀드담보대출 서비스를 오픈하였다. 이후 2021년 4분기 IRP 수익률 1위를 기록하였고 IRP 수탁고 1,000억 이상, FOSS 앱 다운로드 130만 건 이상을 기록하며 지속적인 성장세를 보여왔다.
최근 2022년 인공지능(AI) 투자 솔루션 업체 '파운트'를 2대 주주로 맞아 '한국증권금융', '파운트'와 디지털금융협력 위원회를 구성하였고, 투자권유대행인 사업을 본격화하며 연금 시장 공략에 속도를 내고 있다. 2022년 하반기에는 ETF 매매 서비스 오픈을 앞두고 있다.

## 역대 대표자
- 김욱중 (2021 ~ 2024)
- 신재영 (2018 ~ 2021)
- 이병호 (2015 ~ 2018)
- 차문현 (2013 ~ 2015)

## 대표 서비스

### 최저수수료 S클래스 펀드
현재 한국포스증권에서만 가입 가능한 S클래스는 'Super Class'의 약자로, 동일한 펀드의 다른 클래스 대비 낮은 연간보수를 책정한 상품이다.
S클래스는 선취판매수수료가 없으며 동일 상품의 타 클래스 대비 보수가 1/3 수준으로, 이렇게 절약한 수수료는 적립금으로 쌓을 수 있다. 이러한 특징으로 같은 투자를 하더라도 S클래스는 더 낮은 비용으로 더 많은 적립금을 받을 수 있다는 장점이 있다. 예를 들어 S클래스를 통해 연수수료 1%를 30년간 절약하면 30%만큼 더 많은 적립금을 받을 수 있다. (거치식, 수익률 등 기타 영향 없음 가정 시)
단, S클래스 펀드는 3년 미만에 환매할 경우 환매금액의 0.15% 이내 후취 판매 수수료가 부가될 수 있다.

### IRP 수수료 무료
한국포스증권은 연금저축계좌와 IRP 계좌를 통해 수수료 절감과 세액공제 혜택을 제공하고 있다. 그 중 IRP는 운용과 자산 관리 수수료를 모두 무료로 제공하고 있어, S클래스와 함께 절약한 수수료로 적립금을 더 많이 쌓을 수 있다.
한국포스증권의 IRP는 2021년 4분기 평균수익률 8.26%를 기록하며 전체 IRP 수익률에서 1위를 차지한 바 있다.

### 로보어드바이저 수수료 무료
한국포스증권 AI로보어드바이저 서비스는 포트폴리오 운용에 따른 추가비용이 발생하지 않는다. 국내 최정상급의 6개 로보 어드바이저 서비스를 한번에 비교하고 선택할 수 있다. 한국포스증권 로보어드바이저 서비스는 3개월 간격으로 시장상황에 맞춘 포트폴리오 리밸런싱 알림을 발송해주고, 단돈 10만원부터 투자가 가능하다.
최근에는 국내 RA 선도기업인 '파운트'를 2대 주주로 맞으며 보다 정확한 로보어드바이저 서비스를 구현할 것으로 기대되고 있다. 로보어드바이저 서비스는 FOSS 앱을 통해 이용 가능하다.

## 한국포스증권 채널
- 공식홈
- 카카오톡 채널
- 유튜브 채널
- 네이버 포스트
- 앱다운로드